# Raymond Kopaszewski
Raymond Kopaszewski, més conegut com a Raymond Kopa, (Nœux-les-Mines, 13 d'octubre de 1931 - Angers, 3 de març de 2017) fou un futbolista francès d'origen polonès, guanyador de la Pilota d'Or 1958.

## Biografia
Va néixer el 13 d'octubre de 1931 a la localitat francesa de Nœux-les-Mines, dins d'una família d'immigrants polonesos.
La seva trajectòria com a futbolista va començar al SCO Angers el 1949, on va jugar dues temporades abans de fitxar per l'Stade Reims, on va guanyar el Campionat de França dues vegades (1952-1953, 1954-1955). Va jugar com a titular la final de la Copa d'Europa de 1956, que l'Stade de Reims va perdre contra el Madrid 4-3 a i que inauguraría una ratxa de cinc victòries consecutives dels madrilenys en aquesta competició. Va fitxar per l'equip de la capital d'Espanya després d'aquella final, i va jugar com a titular amb el Madrid la final de la Copa d'Europa de 1957 que el Madrid va guanyar 2-0 contra l'ACF Fiorentina, la segona victòria consecutiva dels madrilenys en aquesta competició. També va jugar com a titular la final de la Copa d'Europa de 1958, que el Madrid va guanyar per 3-2 contra l'AC Milan a Heysel. També va jugar com a titular la final de la Copa d'Europa de 1959, que el Reial Madrid va guanyar contra l'Stade de Reims al Neckarstadion de Stuttgart, i que suposà la quarta Copa d'Europa consecutiva per als blancs.
Al Reial Madrid durant tres anys va guanyar dos títols de lliga (1956-57, 1957-58) i tres Copes d'Europa (1956-57, 1957-58, 1958-59). Va rebre el prestigiós trofeu Pilota d'Or.
Va tornar al Stade Reims el 1959, on va guanyar dos campionats de França més (1959-60), (1961-62).
Va jugar amb la selecció francesa 45 vegades, hi va marcar 18 gols, i hi va aconseguir la tercera plaça al Mundial de Suècia de 1958.
Va morir a Angers, França, el 3 de març de 2017.

## Trajectòria esportiva
- SCO d'Angers: 1949-1951
- Stade de Reims: 1951-1956
- Reial Madrid: 1956-1959
- Stade de Reims: 1959-1967

## Palmarès
- 4 Lliga francesa de futbol: 1952/53, 1954/55, 1959/60, 1961/62 (Stade de Reims)
- 2 Lliga espanyola de futbol: 1956/57, 1957/58 (Real Madrid)
- 3 Copa d'Europa de futbol: 1956/57, 1957/58, 1958/59 (Real Madrid)